# Суха-Жечка
Суха-Жечка (пол. Sucha Rzeczka) — село в Польщі, у гміні Пласька Августівського повіту Підляського воєводства.
Населення — 202 особи (2011).
У 1975-1998 роках село належало до Сувальського воєводства.

## Демографія
Демографічна структура станом на 31 березня 2011 року:
|          | Загалом | Допрацездатний вік | Працездатний вік | Постпрацездатний вік |
| -------- | ------- | ------------------ | ---------------- | -------------------- |
| Чоловіки | 101     | 23                 | 71               | 7                    |
| Жінки    | 101     | 24                 | 54               | 23                   |
| Разом    | 202     | 47                 | 125              | 30                   |